# 自由 (女子十二楽坊の曲)
『自由』（じゆう）は、女子十二楽坊の楽曲。原曲はトルコの作曲家サントゥーリー・エトヘム・エフェンディ（Santûrî Ethem Efendi、1855年 - 1926年9月14日）の『シェヘナーズ・ロンガ（Şehnaz Longa）』であり、編曲は梁剣峰による。
2001年発売の中国でのデビューアルバム『魅力音楽会』に収録された。後に、2003年7月24日発売の日本でのデビューアルバムとなる『女子十二楽坊 〜Beautiful Energy〜』にも収録され、後続の多くのアルバムにも収録され続けている。
アルバム『女子十二楽坊 〜Beautiful Energy〜』のライナーノーツでは作者不詳と表記されているが、上記の通り元々はサントゥーリー・エトヘム・エフェンディの作品である。

## タイアップ
日本においては、主にタイアップ曲としてCMソングなどに使用された。
- フジテレビ系列「ウチくる!?」エンディングテーマ
- テレビ西日本「平成15年度高校柔剣道大会金鷲旗・玉竜旗」テーマソング
- 京都放送「恐怖夜話」エンディングテーマ
- NTTドコモ「N505iS」CMソング